# Y-Destiny
Y-Destiny（ワイ デスティニー、タイ語: Y-Destiny ปิดกอง）は2021年にタイで放送されたBLドラマシリーズ。2021年3月30日から7月6日までAIS Playにて毎週火曜日の22:00に放送され、日本ではU-NEXTにて4月7日より毎週水曜日の12:00に英語字幕版（10日～2週間程度で日本語字幕版に順次切り替え）にて配信された。

## キャストとキャラクター

### 日曜日
- Sun役：サラン・ルジーラッタナーウォラパン（マックス）ศรัณย์ รุจีรัตนาวรพันธ์ (แม้ก)
- Nuea役：ナッタシット・ウーァエクシット（ノット） ณฐสิชณ์ เอื้อเอกสิชฌ์ (ณฐ)

### 月曜日
- Mon役：ゴーンラット・オンサラーノン（コーン）กรณรัสย์ องค์สรานนท์ (กร)
- Team役：カンポーン・クンタナールーアンノン（ガン） กันต์พงษ์ กุลธนาเรืองนนท์ (กัง )

### 火曜日
- Tue役：スパチープ・チャナパイ（チャープ）ศุภชีพ ชนะภัย (แชป)
- Ake役：チャヤパット・コンサッブ（テー） ชยพัทธ์ คงทรัพย์ (เต้)

### 水曜日
- Puth役：トール・タキザワ（トール）โทรุ ทากิซาว่า (โทรุ)
- Kaeng役：ピーヤンクーン・サーオヒーン（ファースト） ปิยังกูร เสาหิน (เฟิร์ส)

### 木曜日
- Thurs役：ピーラウィット・プローイナムポン（ピ―）พีรวิชญ์ พลอยนำพล (พี)
- Pao役：ニティトーン・ジャンルーチャイ（ウー） นิติธร จันฤาไชย (อู๋)

### 金曜日
- Masuk役：タレイ・スグンディクン（レイ）ทะเล สงวนดีกุล (เล)
- Jia役：プーサヌ・ウォンサーワニチャーコーン（ターン） ภูษณุ วงศาวณิชชากร (ตาล)
- Tee役：ナクン・スクレイ（パース） นคุณ สเกร (เพิร์ธ)

### 土曜日
- Sat役：プーミシット・ヴェスキックン（ジャーブ）ภูมิสิทธิ์ เวศกิจกุล (จ๊าบ)
- Choke役：サラン・アナンタセータクーン（トン） ศรัณญ์ อนันตะเศรษฐกูล (ต้น)

### その他
- Kong役：パーヌパット・アノームキティ（パーク） ภาณุภัทร อโนมกิติ (ปาร์ค)
- Payu役：カウィンパット・タナーヒーランシン（ジョー） กวินพัฒน์ ธนาหิรัญศิลป์ (โจ)